# Теренино (Владимирская область)
Теренино — деревня в Селивановском районе Владимирской области России, входит в состав Чертковского сельского поселения.

## География
Деревня расположена на берегу реки Тетрух в 12 км на юго-запад от центра поселения деревни Чертково и в 7 км на восток от райцентра Красной Горбатки.

## История
Первое упоминание о деревне Теренино в составе Железинского прихода имеется в окладных книгах 1676 года Муромско-Рязанской епархии, в ней тогда числилось 12 дворов крестьянских. Центр прихода погост Спас-Железино располагался в 2 км от деревни на другом берегу реки Тетрух. По местному преданию, церковь на этом погосте построена была в первый раз во времена царя Ивана Васильевича Грозного. Первые документальные сведения о церкви Железинского погоста имеются в писцовых книгах 1627-30 годов Муромского уезда. В 1785 году Преображенская церковь на погосте сгорела, новая церковь была куплена в селе Спас-Седчине Муромского уезда и перевезена в том же году. В 1868 году эта церковь по ветхости была разобрана и построена новая деревянная церковь. В 1913 году на погосте Спас-Железино была построена каменная Церковь Спаса Преображения. В 1905 году Теренино делилось на две деревни Теренино-1 (37 дворов), Теренино-2 (45 дворов) и хутор Анохинский (1 двор), на погосте Спас-Железино было 8 дворов и 21 жит.    
В конце XIX — начале XX века деревня входила в состав Больше-Григоровской волости Судогодского уезда. 
С 1929 года деревня входила в состав Селивановского сельсовета Селивановского района, позднее в составе Андреевского и Высоковского сельсоветов.

## Население
| 1859 | 1905 | 1926 |
| ---- | ---- | ---- |
| 283  | 421  | 532  |

| 1859 | 1905 | 1926 | 2002 | 2010 | 2021 |
| ---- | ---- | ---- | ---- | ---- | ---- |
| 283  | ↗421 | ↗532 | ↘47  | ↘32  | ↗35  |

## Достопримечательности
В 2 км от деревни в урочище Спас-Железино расположена действующая Церковь Спаса Преображения (1913)